# Калијенте (Невада)
Калијенте (енгл. Caliente) град је у америчкој савезној држави Невада.

## Демографија
По попису из 2010. године број становника је 1.130, што је 7 (0,6%) становника више него 2000. године.
| Група             | 2000.       | 2010.       |
| Белци             | 952 (84,8%) | 924 (81,8%) |
| Афроамериканци    | 22 (2,0%)   | 44 (3,9%)   |
| Азијати           | 7 (0,6%)    | 10 (0,9%)   |
| Хиспаноамериканци | 82 (7,3%)   | 100 (8,8%)  |
| Укупно            | 1.123       | 1.130       |